# Pisz
Pisz, (fram till 1946, tyska: Johannisburg, polska: Jańsbork) är en stad i Ermland-Masuriens vojvodskap i norra Polen. Administrativt utgör staden en stads- och landskommun, med 27 957 invånare 2014, varav 19 536 i centralorten. Pisz är Polens största kommun till ytan, med en total yta på 633,69 km².

## Historia
År 1345 började en borg att byggas vid Puszcza Piska vid de Masuriska sjöarna. Borgen fick namnet Johannisburg. År 1709 drabbades staden av en epidemi och endast 14 personer överlevde.

## Kända personer från orten
- Georg Christoph Pisanski, preussisk historiker
- Samuel Lublinski (1868–1910), litteraturkritiker
- Ernst Rimmek (1890–1963), konstnär
- Günther Strupp (1912–1996), artist
- Salo Gronowitz (1928–2010), professor
- Marianne Hold (1929–1994), skådespelare
- Marcin Kaczmarek (född 1977), olympisk simmare